# Malatiná
Malatiná este o comună slovacă, aflată în districtul Dolný Kubín din regiunea Žilina. Localitatea se află la altitudinea de 803 m deasupra n.m., se întinde pe o suprafață de 19,141 km2 și în 2017 număra 822 de locuitori.

## Istoric
Localitatea Malatiná este atestată documentar din 1313.

## Demografie
| An:                | 1994 | 2004   | 2014   | 2024   |
| ------------------ | ---- | ------ | ------ | ------ |
| Număr de persoane: | 855  | 824    | 815    | 819    |
| Diferență:         |      | −3,62% | −1,09% | +0,49% |

| An:                | 2023 | 2024   |
| ------------------ | ---- | ------ |
| Număr de persoane: | 820  | 819    |
| Diferență:         |      | −0,12% |